# ノーフォーク海軍造船所
ノーフォーク海軍造船所 (Norfolk Naval Shipyard) は、バージニア州ポーツマスに所在するアメリカ海軍の造船所（海軍工廠）。ノーフォーク海軍工廠 (Norfolk Navy Yard) とも呼ばれる。アメリカ海軍が所有する最古、かつ最大の工廠である。1862年にゴスポート造船所 (Gosport Shipyard) から現名称に改称された。

## 歴史

### 創業からアメリカ独立戦争
ゴスポート造船所はアンドルー・スプロールによって1767年11月1日に、バージニア植民地ノーフォーク郡のエリザベス川西岸に開設された。造船所の経営はイギリス海軍艦船および一般商船の建造、補修で成功したが、1775年のアメリカ独立戦争の勃発に際し、スプロールはイギリス王室に忠誠を誓って戦争初期にバージニア植民地を逃れた。彼の所有していた財産は独立派勢力にすべて没収され、造船所もその例外ではなかった。
その後新たに成立したバージニア州政府が造船所を運営したが、1779年にイギリス軍の攻撃で造船所は炎上した。

### 合衆国政府による国有化
1794年に連邦議会は「海軍軍備提供法 An Act to Provide a Naval Armament」を可決し、アメリカ合衆国連邦政府がバージニア州政府からゴスポート造船所を借用することとなった。1799年には「チェサピーク」(USS Chesapeake) （コンスティテューションの姉妹艦）が本造船所で起工し、ゴスポートで建造された初の合衆国海軍艦艇となった。
連邦政府は1801年に12,000ドルでバージニア州政府から本造船所を購入した。購入した土地の広さは16エーカー (65,000m2) で、これは現在の造船所の北東の角の部分にあたる。1827年には2つの乾ドックの建造が始まる。これらのドックはアメリカで最初のドックの一つであった。エリザベス川東の拡張地は1845年に購入された。

### 南北戦争
1861年にはバージニア州はアメリカ連合国に加入した。連合国に造船所を接収されるのを恐れた造船所指揮官は、施設と残存艦船の破壊、焼却を命じた。そして連合国軍は実際に造船所を接収しに現れ、ウィリアム・マホーン（ノーフォーク・アンド・ピーターズバーグ鉄道の社長。後に連合国軍の士官として有名になる）の巧妙な策略により武力衝突無しで造船所は確保された。合衆国軍はハンプトンローズを越えてモンロー砦へ後退した。モンロー砦は同地域で唯一残された合衆国の領土であった。
1862年初めに連合国は装甲艦「バージニア」(CSS Virginia) を、合衆国軍艦「メリマック」(USS Merrimack) の焼損した船体を補修再利用して建造した。造船所が合衆国軍に放棄された際、メリマックは水線上部分が焼損されて取り残されていたため、バージニアは革新的な上部構造が取り付けられて完成した。バージニアは合衆国軍のハンプトンローズ封鎖におけるハンプトンローズ海戦でモニター (USS Monitor) と歴史的な装甲艦同士の海戦を行った。1862年5月に連合国軍が撤退する際には、彼らは再び造船所を炎上させた。
ノーフォークおよびポーツマスが合衆国軍に奪還されると、ゴスポート造船所はノーフォーク造船所に改称された。造船所は実際にはバージニア州ポーツマスに所在したが、同地域で最大の都市であるノーフォークの名が冠せられることとなった。合衆国海軍のこの決定は、ニューハンプシャー州ポーツマスに隣接のメイン州キタリーに所在する「ポーツマス海軍造船所」と混同されるのを避けるためであったと考えられる。

### 両世界大戦を経て
造船所は第一次世界大戦中に大規模な拡張がなされた。11,000名の従業員とその家族が造船所の周辺に居を構えた。第二次世界大戦が始まると再びその規模は倍増され、生産能力も大きく拡張した。ピーク時の1940年から1945年の間には43,000人の従業員が雇用され、6,850隻の艦艇が建造された。 
第二次世界大戦後に本造船所はその業務内容を艦艇建造から主として艦艇のオーバーホールと修理へと変更した。本造船所で建造された最後の2隻、アグレッシブ級掃海艇の「ボールド」(USS Bold, AM-424) と「ブルウォーク」(USS Bulwark, AM-425) は1953年5月14日に進水した。

## 現況
現在造船所はいくつかの区域に分かれ、合計1,275エーカー (5.2km2) の敷地を持つ。ノーフォーク海軍造船所はアメリカ海軍が保有する全ての現役艦艇に対して補修・近代化を行う。
本造船所は原子力空母が入渠可能な乾ドックを保有する東海岸における少数の施設のうちの一つである。近隣で原子力空母が入渠可能な乾ドックを持つ他の施設にはバージニア州ニューポートニューズに所在するニューポート・ニューズ造船所があり、同造船所は現在原子力空母を建造し、また核燃料交換を行うことができる唯一の造船所である。

## 特筆すべき艦艇
- チェサピーク (USS Chesapeake) - コンスティテューションの姉妹艦。米英戦争で活躍。
- デラウェア (USS Delaware) - 西半球で乾ドック入りした最初の船。
- バージニア (CSS Virginia) - アメリカ連合国海軍の装甲艦。合衆国軍艦メリマック（英語版）から改装され、ハンプトンローズ海戦でモニターと交戦した。
- テキサス (USS Texas) - 合衆国海軍初の戦艦。
- ローリー (USS Raleigh, C-8) - 合衆国政府により建造された最初の近代的巡洋艦。
- ラングレー (USS Langley, CV-1) - 合衆国海軍初の航空母艦。給炭艦ジュピターから改造された。
- アラバマ (USS Alabama, BB-60) - 本造船所で建造された最後の戦艦。